# Khare
Khare és un cràter sobre la superfície del planeta nan Plutó, situat amb el sistema de coordenades planetocèntriques a 29.05 ° de latitud nord i 96.09 ° de longitud est. Fa un diàmetre de 58 km. El nom va ser fet oficial per la UAI el 30 d maig del 2019 i fa referència a Bishun Khare (1933–2013), científic estatunidenc d'origen indi que va estudiar la química atmosfèrica de Plutó.